# Sangareddi
Sangareddi, auch  Sangareddy, ist eine Stadt im indischen Bundesstaat Telangana.
Die Stadt ist Hauptstadt des Distrikt Sangareddi. Sangareddi hat den Status einer Municipality. Die Stadt ist in 7 Wards (Wahlkreise) gegliedert. Die Einwohnerzahl lag 2011 bei 71.376 Personen.